# Brünner genealogisches Taschenbuch
A Brünner genealogisches Taschenbuch, teljes címén a Genealogisches Taschenbuch der Ritter- und Adelsgeschlechter, der adligen Häuser az osztrák, német, cseh, magyar, svájci stb. köznemességgel foglalkozó genealógiai könyvsorozat a Gothai almanach mintájára. A családfák mellett a fő történeti adatokat, címerleírást és kivételesen a címerábrázolást is közli. Az első kötet 1870-ben Brünnben, a II-IIX. kötetek 1877-1894 között jelentek meg.

## Kapcsolódó szócikk
- Gothai almanach